# Tony Granato
Anthony Lewis Granato (Downers Grove, 24 luglio 1964) è un allenatore di hockey su ghiaccio ed ex hockeista su ghiaccio statunitense che ha giocato come ala sinistra nella National Hockey League.

## Carriera

### Club
Granato fu selezionato dai New York Rangers nel Draft 1982 al sesto giro, in 120ª posizione assoluta. Dal 1983 al 1987 giocò per la formazione della University of Wisconsin-Madison, totalizzando 220 punti in 151 presenze e conquistando alcuni premi individuali. Per un anno giocò in IHL alternando presenze con il camp del Team USA. Granato esordì in NHL nella stagione 1988-1989, guidando la squadra con 36 reti realizzate ed entrando nell'All-Rookie Team. Nel gennaio del 1990 i Rangers cedettero Granato e il compagno di linea Tomas Sandström ai Los Angeles Kings in cambio del centro Bernie Nicholls.
Granato continuò ad essere un realizzatore prolifico anche con la maglia dei Kings, arrivando nel 1993 a disputare la finale della Stanley Cup. Il 9 febbraio 1994 Granato durante una partita contro i Chicago Blackhawks fu autore di un grave fallo, colpendo con forza la testa dell'avversario Neil Wilkinson. Granato fu in seguito sospeso dalla NHL per quindici partite, una delle più lunghe squalifiche nella storia della lega. Il 25 gennaio 1996 fu invece Granato ad essere vittima di un grave infortunio alla testa dopo un incontro con gli Hartford Whalers. In seguito all'incidente fu sottoposto ad un intervento per rimuovere una grande quantità di sangue fuoriuscita dal lobo temporale sinistro, facendo temere la fine anticipata della carriera agonistica. Al termine della stagione fu ceduto dai Kings, dopo aver totalizzato 342 punti in 432 partite giocate.
Granato riuscì a recuperare in tempo per esordire nel 1996 con la maglia dei San Jose Sharks. Come misura precauzionale per scongiurare ulteriori infortuni al cervello Granato giocò con un caschetto speciale. In seguito ad una stagione positiva giocò quell'anno l'NHL All-Star Game e conquistò il Bill Masterton Memorial Trophy. Nelle stagioni successive tuttavia la media realizzativa calò drasticamente, portandolo nel 2001 alla scelta di ritirarsi.

### Nazionale
Tony Granato esordì nella selezione Under-20 degli Stati Uniti disputando due mondiali fra il 1983 e il 1984, raccogliendo 8 punti in 14 presenze.
Già nel 1985 disputò con la nazionale maggiore il suo primo mondiale con 9 presenze e quattro punti, seguito poi dalle rassegne iridate del 1986 e del 1987. Granato, non ancora professionista, dopo un anno trascorso con il Team USA poté disputare i giochi olimpici invernali di Calgary 1988. In sei incontri disputati segnò una rete e fornì 7 assist. Nel 1991 invece giocò la Canada Cup, conclusa dagli statunitensi al secondo posto.
In totale Granato vanta due presenze ai mondiali U20, tre apparizioni al campionato mondiale, un torneo olimpico e una Canada Cup conclusa al secondo posto, per un totale di 53 incontri disputati con 15 reti e 24 assist.

## Allenatore
Granato entrò nell'organizzazione dei Colorado Avalanche come vice allenatore nella stagione 2002-03. Dopo una partenza negativa il 18 dicembre 2002 gli Avalanche licenziarono Bob Hartley, e al suo posto subentrò lo stesso Granato. Nonostante l'inizio di stagione gli Avalanche conquistarono il titolo della Northwest Division; nei successivi playoff persero il primo turno contro i Minnesota Wild in sette partite. Nella stagione successiva Granato guidò Colorado nuovamente in zona playoff, ma dopo aver avuto la meglio sui Dallas Stars per 4-1 gli Avalanche persero per 4-2 la serie contro i San Jose Sharks.
Granato fu sostituito da Joel Quenneville, ritornando però a ricoprire il ruolo di vice per altre tre stagioni. He held that position for three seasons. Il 22 maggio 2008 Granato dopo la partenza di Quenneville fu scelto nuovamente come capo allenatore per la stagione 2008-09. Al termine della stagione regolare gli Avalanche non raggiunsero la zona playoff, e per questo Granato fu sollevato dal suo incarico.
Il 5 agosto 2009 Granato si unì allo staff di allenatori dei Pittsburgh Penguins, assumendo l'incarico di assistant coach. Nell'estate del 2013 entrò a far parte del gruppo di vice allenatori scelti dalla federazione statunitense in vista dei giochi di Soči 2014.

## Palmarès

### Individuale
- Bill Masterton Memorial Trophy: 1

1996-1997
- NHL All-Rookie Team: 1

1988-1989
- NHL All-Star Game: 1

1997
- WCHA Second All-Star Team: 2

1984-1985, 1986-1987
- NCAA West Second All-Star Team: 2

1984-1985, 1986-1987